# Свиной грипп

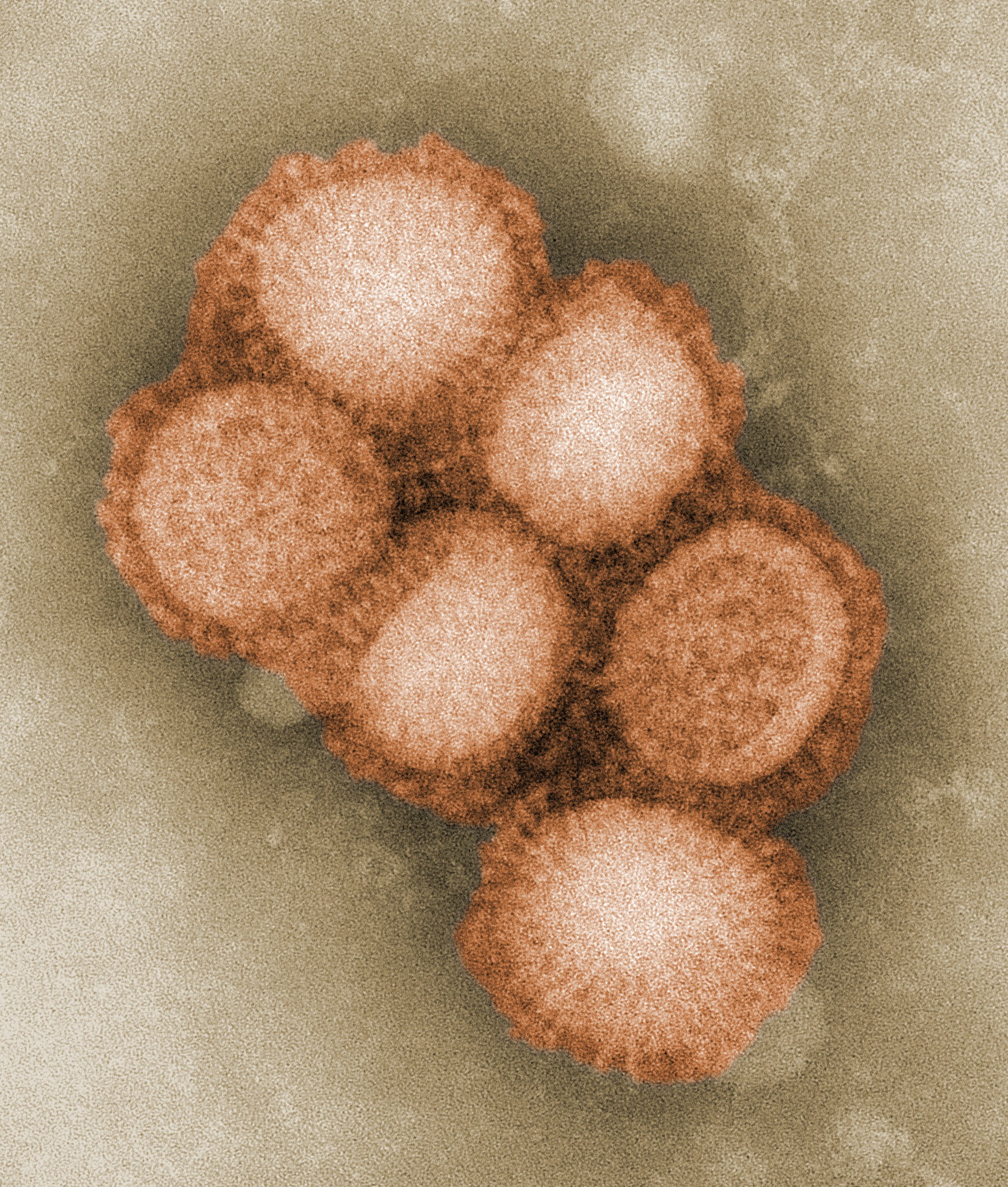
Вирус A/H1N1 под электронным микроскопом. Диаметр вируса 80—120 нм

Карта заражённых гриппом H1N1 стран в 2009 году (чёрный — страны со смертельными случаями, красный — страны со случаями заболевания, но без смертей)

Свиной грипп (англ. swine influenza) — условное название заболевания людей и животных, вызываемого штаммами вируса гриппа. Штаммы, ассоциированные со вспышками так называемого «свиного гриппа», обнаружены среди вирусов гриппа серотипа C и подтипов серотипа А (А/H1N1, А/H1N2, А/H3N1, А/H3N2 и А/H2N3). Эти штаммы известны под общим названием «вирус свиного гриппа». Свиной грипп распространён среди домашних свиней в США, Мексике, Канаде, Южной Америке, Европе, Кении, материковом Китае, Тайване, Японии и других странах Азии. При этом вирус может циркулировать в среде людей, птиц и других видов; этот процесс сопровождается его мутациями.
Название «свиной грипп» широко распространялось в СМИ в начале 2009 года для обозначения пандемии. Внезапное объявление ВОЗ пандемии привело к путанице в понимании определения пандемии, её пересмотру и к пониманию того, что нет единого и универсального определения пандемии.

## Эпидемиология
Передача вируса от животного к человеку мало распространена, и правильно приготовленная (термически обработанная) свинина не может быть источником заражения. Передаваясь от животного к человеку, вирус не всегда вызывает заболевание и часто выявляется только по наличию антител в крови человека. Случаи, когда передача вируса от животного к человеку приводит к заболеванию, называют зоонозным свиным гриппом. Люди, работающие со свиньями, подвергаются риску заражения этим заболеванием, тем не менее с середины двадцатых годов XX века (когда впервые стала возможной идентификация подтипов вируса гриппа) было зарегистрировано всего лишь около 50 таких случаев. Некоторые из штаммов, вызвавших заболевание у людей, приобрели способность передаваться от человека к человеку. Свиной грипп вызывает у человека симптомы, типичные для гриппа и ОРВИ. Вирус свиного гриппа передаётся как через непосредственный контакт с заражёнными организмами, так и воздушно-капельным путём.

## Этиология

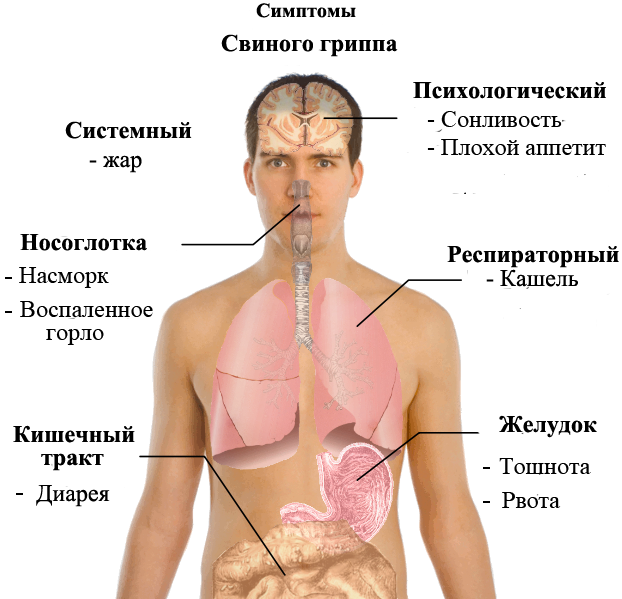
Симптомы свиного гриппа

Вспышка вируса гриппа в 2009 году, получившая известность как «свиной грипп», была вызвана вирусом подтипа H1N1. Данный серотип был причиной пандемии 1918 («испанский грипп»). Вирус H1N1 обладает наибольшим генетическим сходством с вирусом свиного гриппа Тем не менее Всемирная организация по охране здоровья животных (World Organization for Animal Health) сообщает, что эпидемическое распространение вируса этого же штамма не удалось установить среди свиней. Вирусы этого штамма передаются от человека к человеку и вызывают заболевания с симптомами, обычными для гриппа.
Свиньи могут быть инфицированы вирусом гриппа человека, и именно это могло произойти как во время пандемии Испанского гриппа, так и вспышки 2009 года.

## Патогенез
В целом механизм воздействия данного вируса аналогичен таковому при поражении другими штаммами вируса гриппа. Входными воротами инфекции является эпителий слизистых оболочек дыхательных путей человека, где происходит его репликация и репродукция. Наблюдается поверхностное поражение клеток трахеи и бронхов, характеризующееся процессами дегенерации, некроза и отторжения поражённых клеток.
Развитие патологического процесса сопровождается вирусемией, длящейся 10 −14 дней, с преобладанием токсических и токсико-аллергических реакций со стороны внутренних органов, в первую очередь сердечно-сосудистой и нервной систем.
Главным звеном в патогенезе является поражение сосудистой системы, проявляющееся повышением проницаемости и ломкости сосудистой стенки, нарушением микроциркуляции. Данные изменения проявляются у больных появлением ринорагий (носовых кровотечений), геморрагий на коже и слизистых, кровоизлияниями во внутренние органы, а также приводят к развитию патологических изменений в лёгких: отёку легочной ткани с множественными кровоизлияниями в альвеолы и интерстиций.
Падение тонуса сосудов приводит к возникновению венозной гиперемии кожи и слизистых оболочек, застойному полнокровию внутренних органов, нарушению микроциркуляции, диапедезным кровоизлияниям, на более поздних сроках — тромбозам вен и капилляров.
Данные сосудистые изменения также вызывают гиперсекрецию ликвора с развитием циркуляторных расстройств, приводящих к внутричерепной гипертензии и отёку мозга.

## Клиника
Основные симптомы совпадают с обычными симптомами гриппа — головная боль, повышение температуры, кашель, насморк. Также появляются диарея, рвота, боли в животе. Существенную роль в патогенезе играет поражение лёгких и бронхов вследствие усиления экспрессии ряда факторов — медиаторов воспаления (TLR-3, γ-IFN, TNFα и др.), что приводит к множественному повреждению альвеол, некрозу и геморрагии
Высокая вирулентность и патогенность этого штамма вируса может быть обусловлена способностью неструктурного белка NS1 (присущего этому вирусу) ингибировать продукцию интерферонов I типа инфицированными клетками. Дефектные по этому гену вирусы оказываются существенно менее патогенными.

## Диагностика
Клинически течение данного заболевания в целом совпадает с течением заболевания при инфицировании другими штаммами вируса гриппа. Достоверный диагноз устанавливается при серотипировании вируса.

## Профилактика
В целях первичной специфической профилактики (прежде всего лиц категории риска) в РФ и за рубежом проводится ускоренная разработка и регистрация специфических вакцин на основе выделенного штамма возбудителя. Эпидемиологи приветствуют также вакцинацию от «сезонного» гриппа, содержащую антитела против повреждающих агентов (белков) трёх, отличающихся от «свиного» штамма видов вируса.
В памятке ВОЗ о высокопатогенном гриппе указывается на необходимость исключить близкий контакт с людьми, которые «кажутся нездоровыми, имеющие высокую температуру тела и кашель». Рекомендуется тщательно и достаточно часто мыть руки с мылом. «Придерживайтесь здорового образа жизни, включая полноценный сон, употребление здоровой пищи, физическую активность». При должной термообработке вирус погибает. Первичная неспецифическая профилактика направлена на предотвращение попадания вируса в организм и на усиление неспецифического иммунного ответа для предотвращения развития заболевания.

## Лечение
Лечение заболевания, вызванного штаммами вируса «свиного» гриппа, по сути не отличается от лечения так называемого «сезонного» гриппа. При выраженных явлениях интоксикации и нарушениях кислотно-щелочного баланса проводится дезинтоксикационная и корректирующая терапия.
По словам главного специалиста по инфекционным болезням Москвы Николая Малышева, препараты, которые содержат парацетамол в своем составе, в большинстве случаев работают только симптоматически, то есть убирают высокую температуру и снимают озноб. При этом никакого существенного воздействия на вирус гриппа они не оказывают. Другая категория препаратов, которая достаточно широко рекламируется, большей частью является по сути лекарствами с высокой эффективностью при начальных симптомах обычного ОРВИ, не вызванного штаммами гриппа.
Лечение тяжелых и средней степени тяжести случаев направлено на недопущение первичной вирусной пневмонии, обычно протекающей тяжело и вызывающей геморрагии и выраженную дыхательную недостаточность, и на профилактику присоединения вторичной бактериальной инфекции, также часто обуславливающей развитие пневмонии.
Показана также симптоматическая терапия. Из жаропонижающих препаратов большинством специалистов рекомендуются препараты содержащие ибупрофен и парацетамол (не рекомендуется использовать средства, содержащие аспирин, в связи с риском развития синдрома Рея).
Срочное обращение в медицинские учреждения (вызов скорой помощи) необходимо при признаках выраженной дыхательной недостаточности, угнетения мозговой деятельности и нарушений функции сердечно-сосудистой системы: одышки, нехватке дыхания, цианозе (посинения кожи), обмороке, появлении окрашенной мокроты, низком кровяном давлении, появлении болей в груди.
Обязательное обращение к врачу (как правило, в поликлинику по месту жительства) необходимо при высокой температуре, не снижающейся на 4-й день, выраженном ухудшении состояния после временного улучшения.

## Рекомендации по профилактике и лечению гриппа Минздрава РФ
Министерство здравоохранения Российской Федерации выпустило «Временные методические рекомендации по лечению и профилактике гриппа A/H1N1» Архивная копия от 4 ноября 2009 на Wayback Machine.
Временные методические рекомендации по схемам лечения и профилактики гриппа, вызванного вирусом типа А/H1N1, для взрослого и детского населения были подготовлены совместно с ведущими научно-исследовательскими институтами РАМН: НИИ гриппа, НИИ эпидемиологии и микробиологии им. Н. Ф. Гамалеи, ФГУ «Научно-исследовательский институт детских инфекций» и НИИ пульмонологии ФМБА России. От международных рекомендаций они отличаются наличием в них указаний на использование препаратов с недоказанной клинической эффективностью.

## Эпидемии, вызванные вирусом гриппа H1N1

### Вспышка гриппа в 1976 году
В 1976 г. вспышка свиного гриппа в конце зимы на военной базе в США породила страхи в отношении опустошительной пандемии. Президент Джеральд Форд объявил о плане вакцинации каждого жителя страны. К концу года от нового штамма было вакцинировано 40 миллионов из примерно 200 миллионов американцев, но пандемии не произошло, а доверие к общественному здравоохранению пострадало. Свиной грипп 1976 года: уроки прошлого

### Вспышка гриппа в 2007 году
20 августа 2007 года Департамент Сельского хозяйства Филиппин зарегистрировала вспышку гриппа H1N1 на свинофермах провинции Nueva Ecija и центрального Лусона.

### Пандемия гриппа A/H1N1 2009
В апреле-мае 2009 года вспышка вируса гриппа H1N1 наблюдалась в Мексике и США. Всемирная организация здравоохранения (ВОЗ) и Центры по контролю и профилактике заболеваний США (CDC) выразили серьёзную обеспокоенность этим новым штаммом по причине того, что существует возможность его передачи от человека к человеку, имеется высокая смертность в Мексике, а также потому, что этот штамм может перерасти в пандемию гриппа. 29 апреля на экстренном заседании ВОЗ повысила уровень пандемической угрозы с 4 до 5 баллов (из 6 возможных).
По состоянию на 27 августа 2009 года зарегистрировано около 255 716 случаев инфицирования гриппом A/H1N1 и 2627 смертей в более чем 140 регионах мира. В целом заболевание этим гриппом протекает по классическому сценарию, частота осложнений и смертей (чаще вследствие пневмонии) не превышает средние показатели при сезонном гриппе.
На данный момент идут споры вокруг того, как же всё-таки называть данный штамм гриппа. Так, 27 апреля 2009 г. «свиной грипп» назвали «Калифорния 04/2009», 30 апреля производители свинины выступили за переименование «свиной грипп» в «мексиканский»; чёткого ненаучного наименования не придумано до сих пор.
Пятый уровень угрозы был объявлен в конце апреля 2009 года: в соответствии с принятой ВОЗ классификацией, этот уровень характеризуется распространением вируса от человека к человеку по меньшей мере в двух странах одного региона.
11 июня 2009 года ВОЗ объявила о пандемии свиного гриппа, первой пандемии за последние 40 лет. В этот же день ему была присвоена шестая степень угрозы (из шести). Степень угрозы ВОЗ не характеризует патогенность вируса (то есть опасность заболевания для жизни людей), а указывает на его способность к распространению. Т.о., любой грипп, передающийся от человека к человеку, достигает шестой степени угрозы.
Тем не менее, опасения ВОЗ связаны с генетической новизной штамма Калифорния и его потенциальной способностью к дальнейшей реассортации, вследствие чего возможно возникновение более агрессивных вариантов инфекции. Тогда, по аналогии с наиболее разрушительными пандемиями прошлого века, этот вирус приведет к серьезным людским потерям спустя некоторый (обычно полугодовой) период, сопровождающийся относительно умеренной летальностью.

### Вспышка гриппа в 2016 году

#### Грипп и общество: социально-экономические последствия
В Гонконге в связи с угрозой эпидемии свиного гриппа с 1 мая 2009 года введен режим чрезвычайной ситуации. Гостиница, где остановилась заболевшая туристка, блокирована и оцеплена полицией
Профилактические мероприятия усилили социальную напряженность и вылились в Египте в небольшой крестьянский бунт, когда 3 мая 300—400 свиноводов собрались на улицах Каирa, чтобы спасти от угрозы уничтожения своих кормильцев. Демонстранты бросали в полицейских камни и бутылки, поэтому спецподразделения полиции по борьбе с уличными беспорядками были вынуждены применить резиновые дубинки и слезоточивый газ, чтобы разогнать протестующих.
Президент США Барак Обама 24 октября 2009 года объявил чрезвычайное положение в связи с гриппом А/H1N1. Как сообщают представители Белого дома, Обама подписал соответствующий акт, в котором говорится, что грипп А/H1N1 является национальной угрозой для США.

### Новый штамм в 2020 году
В конце июня 2020 года в Китае местными учеными был обнаружен новый штамм гриппа, который получил название G4 EA H1N1, который обладает характерными пандемическими свойствами. Такой вывод ученые сделали после того, как были зафиксированы случаи передачи вируса от свиней человеку.

## Прогноз течения болезни и показатели смертности
Прогноз течения заболевания условно благоприятный, при адекватном иммунном статусе и у лиц, не входящих в группы риска, время заболевания не превышает 2 недель и заканчивается полным выздоровлением. Трудоспособность полностью восстанавливается.
При сниженном иммунитете, а также у лиц, входящих в группы риска, возможно развитие тяжелых, опасных для жизни осложнений.
Смертность при инфицировании данным вирусом не превышает смертности при поражении другими штаммами вируса. Согласно данным Гарвардской школы общественного здоровья (на основе статистики, собранной в США, и модельных расчётов), смертность от свиного гриппа составляет 0,007 % от числа заболевших. Этот показатель ниже, чем у некоторых форм обычного сезонного гриппа.
После перенесенного свиного гриппа у человека появляется типоспецифический иммунитет примерно на 1 год.

## Критика
7 июня 2010 года Парламентская ассамблея Совета Европы одобрила отчёт, критикующий действия ВОЗ касательно пандемии гриппа H1N1 в 2009 году.
Отчёт обвиняет Всемирную организацию здравоохранения, а также правительства стран Европы и учреждений Евросоюза в действиях, приведших к растрате государственных средств и внушению населению необоснованных страхов. Из-за ограниченного масштаба эпидемии, крупные партии закупленной вакцины не были использованы. В одной Германии руководство федеральных земель впустую потратило на вакцины 239 миллионов евро.
По мнению президента межрегионального Общества фармакоэкономических исследований, заместителя председателя Формулярного комитета РАМН, доктора медицинских наук, профессора П. А. Воробьева: ажиотаж вокруг свиного гриппа, и все спекуляции на данную тему организованы с одной целью — побольше заработать (сверхприбыли фармацевтических компаний продвигающих вакцины и противовирусные препараты).